# Hols kommun
Hols kommun norska: Hol kommune) är en kommun i Buskerud fylke i Norge. De flesta invånarna bor i centralorten Hol samt orterna Hovet, Geilo, Ustaoset och Haugastøl.
Hol är en fjällkommun och 91 % av ytan ligger mer än 900 meter över havet. Folarskardnuten är kommunens högsta punkt med 1 933 meter över havet.

## Administrativ historik
Hols kommun upprättades den 1 januari 1877 genom utbrytning ur Åls kommun. Kommunen omfattade då större delen av nuvarande Hols kommun och hade 2 184 invånare vid upprättandet.
1937 överfördes ett bebott område (Dagali krets med 220 invånare) från Uvdals kommun till Hols kommun.

## Tätorter
I Hols kommun finns två tätorter:
- Geilo
- Hol (centralort)

Orten Geilolie har tidigare räknats som en egen tätort men räknas numera som en del av tätorten Geilo.

## Socknar
Inom Norska kyrkan är Hols kommun indelad i tre socknar:
- Dagali og Skurdalens socken
- Geilo socken
- Hol og Hovets socken

Socknarna ingår i Hallingdals prosteri i Tunsbergs stift.

## Kända personer
- Ådne Søndrål, före detta skridskoåkare. Olympisk guldmedaljör.
- Håvard Bøkko, skridskoåkare
- Martin Hole, före detta skidåkare
- Tone Bekkestad,  meteorolog och väderpresentatör på TV4

## Bilder

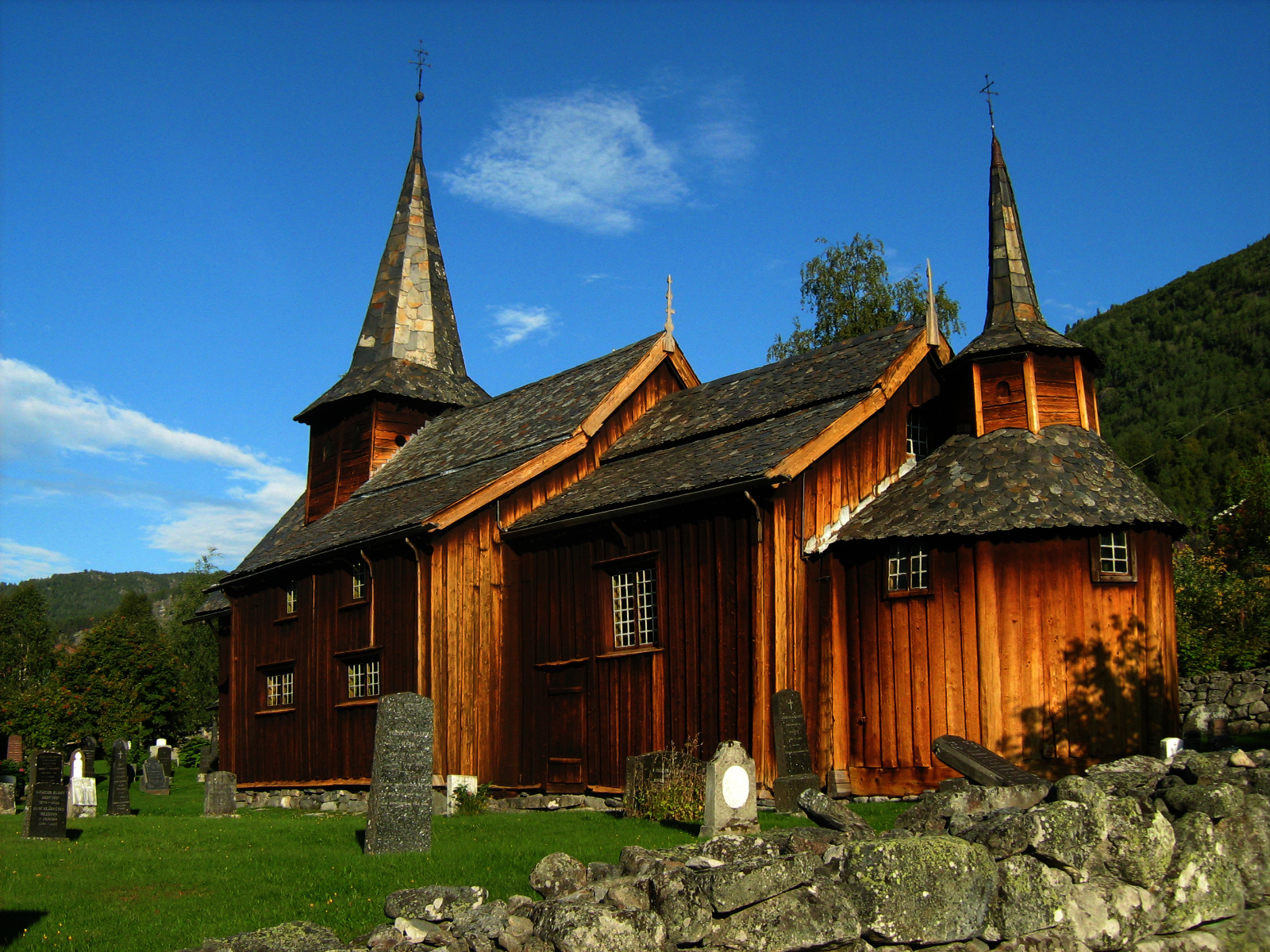
Hols gamla kyrka.
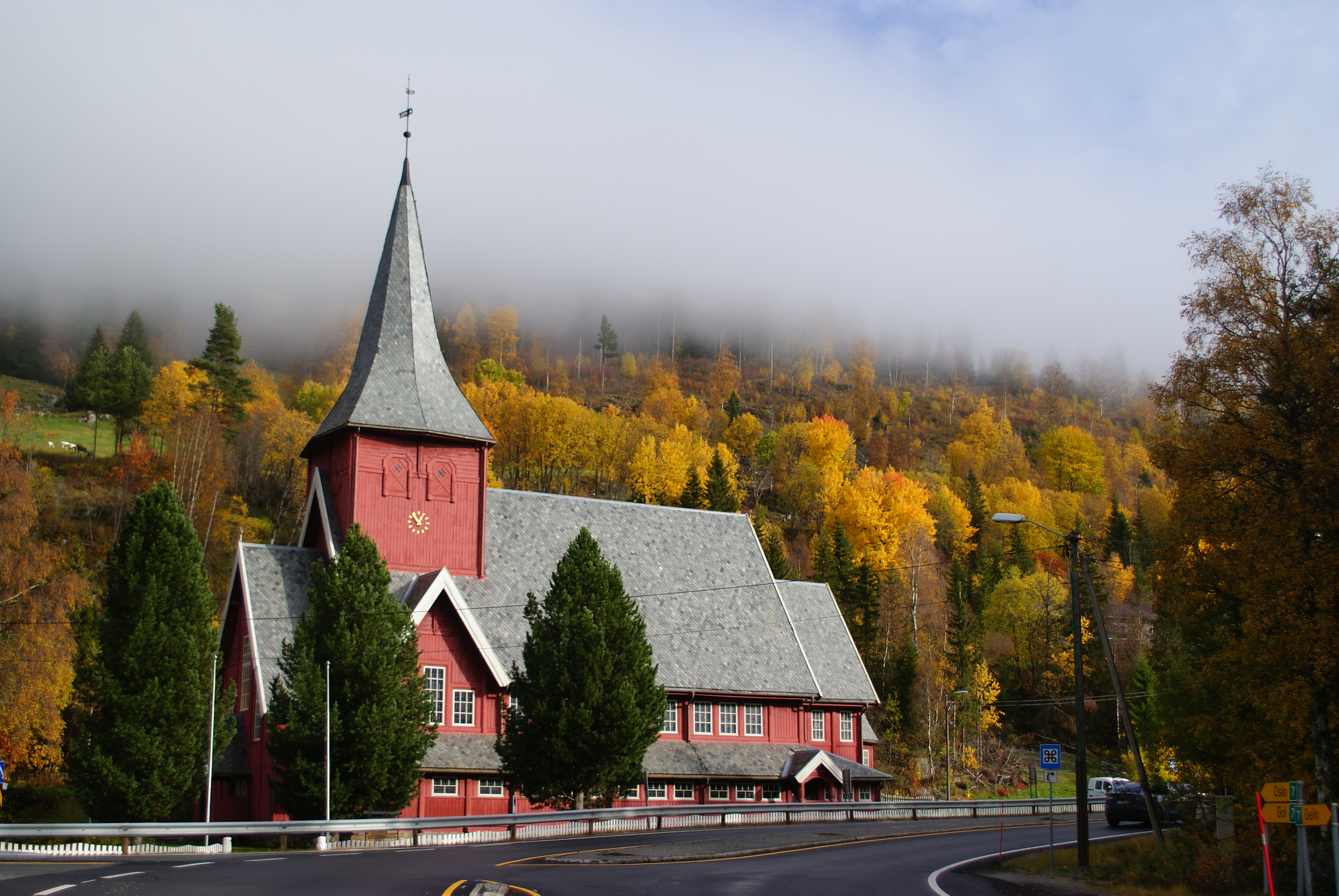
Hols kyrka.